# IFPS
L'acronyme I.F.P.S. signifie "Integrated initial Flight Plan Processing System". 
Le système intégré de traitement initial des plans de vol est un des systèmes de la CFMU. Son but est triple :
- uniformiser la réception, le traitement initial et la distribution des plans de vol en CAG/IFR ;
- transmettre aux systèmes ATC les éléments de plan(s) de vol(s) qui pourront être traités automatiquement ;
- transmettre aux autres systèmes de la CFMU une copie des éléments desdits plans de vols.

Il existe deux systèmes physiques / I.F.P.U. (Integrated Flight Plan Processing Units) :
- IFPU-1 situé à Bruxelles, qui traite les plans de vol de l'Europe du Nord ;
- IFPU-2 situé à Brétigny, qui traite les plans de vol de l'Europe du Sud dont la France.